# U-Bahnhof Gracht
Der U-Bahnhof Gracht ist eine Haltestelle der Stadtbahn in Mülheim an der Ruhr. Sie wird von der Ruhrbahn unterhalten und liegt an der Essen-Mülheimer Strecke der U18, die von der Stadtbahn Essen innerhalb des Verkehrsverbundes Rhein-Ruhr betrieben wird.

## Lage
Der Bahnhof liegt auf einer leichten Erhebung zwischen den Straßen Buggenbeck und Gracht. Vor und nach dem Bahnhof werden diese Straßen von Stadtbahngleisen mittels offenliegender Brücken überquert. Durch die komplette Überdachung des Haltepunktes entsteht dennoch der Eindruck einer unterirdisch liegenden Station. Über der Station liegt ein Park.

## Bedienung
Im U-Bahnhof hält die Linie U18 der Stadtbahn Essen sowie im Nachtnetz der NE1 der Ruhrbahn.
| Linie | Verlauf | Takt   |
| ----- | --- | ------ |
| U 18  | Essen, U Berliner Platz – U Hirschlandplatz – U Essen Hbf – U Bismarckplatz – Savignystraße/ETEC – Hobeisenbrücke – E-Frohnhausen, Wickenburgstraße – Mülheim (Ruhr), Rhein-Ruhr-Zentrum – Rosendeller Straße – U Eichbaum – U Heißen Kirche – U Mühlenfeld – U Christianstraße – U Gracht – U Von-Bock-Straße – U Mülheim (Ruhr) Hbf | 10 min |
| NE1   | MH-Stadtmitte → Dieter-aus-dem-Siepen-Platz → Dümpten → Eppinghofen → Winkhausen → Heißen Kirche → Mühlenfeld → Christianstraße → Gracht → Dieter-aus-dem-Siepen-Platz → Mülheim Hbf Nordeingang → MH-Stadtmitte Gegenrichtung zur Linie NE3                                                                                          | 60 min |